# 洛基的賭注
洛基的賭注（Loki's Wager），是一種非形式謬誤，係主張某個概念無法明確定義而宣稱問題無法討論的謬誤。洛基的賭注是連續體謬誤的一例。

## 典故
洛基是北歐神話中以詐騙聞名的神。傳說中他和矮人們打賭輸了，矮人依約取頭時，洛基說沒有問題，然而依照約定，矮人們只能取走他的頭，而不能動他的脖子。他們開始爭論如何切割：有些部分雙方都同意是頭，有些部分雙方都同意是脖子，然而脖子結束點和頭的開始點究竟在哪裡，雙方一直無法取得共識。於是洛基保住了他的頭。

## 外部連結
- （英文） Loki's wager — the urban engine （页面存档备份，存于）